# Музей истории и культуры Нагасаки
 Музей истории и культуры Нагасаки  (яп. 長崎歴史文化博物館 Нагасаки рэкиси бунка хакубуцукан) — музей, посвящённый истории развития культуры города Нагасаки, а также международным контактам Японии с миром в период изоляции (XVII — XIX век).

## Музей
Здание музея находится на месте средневековой резиденции управляющего Нагасаки, эта усадьба полностью реконструирована. Музей был открыт в ноябре 2005 года.
Выставки состоят в основном из трёх зон — исторической культуры, магистрата Нагасаки и современной истории. В музее представлены 48 000 экземпляров, в том числе исторические документы, декоративно-прикладное искусство и артефакты, завезённые в Японию иностранными торговцами, которые рассказывают о Нагасаки в качестве единственного открытого окна для зарубежных стран (Португалии, Нидерландов, Испании, Китая, Кореи) в период национальной изоляции эпохи Эдо.
Также в музеи можно увидеть историю появления христианства в Японии. Музей содержит реконструкцию Управления магистрата Нагасаки, где показана жизнь японских чиновников прошлых веков.
Во время Второй мировой войны в музее находился штаб ПВО Нагасаки, а при атомной бомбардировке использовалось бомбоубежище, находившиеся на западной стороне здания.